# Ba lần đến lều tranh

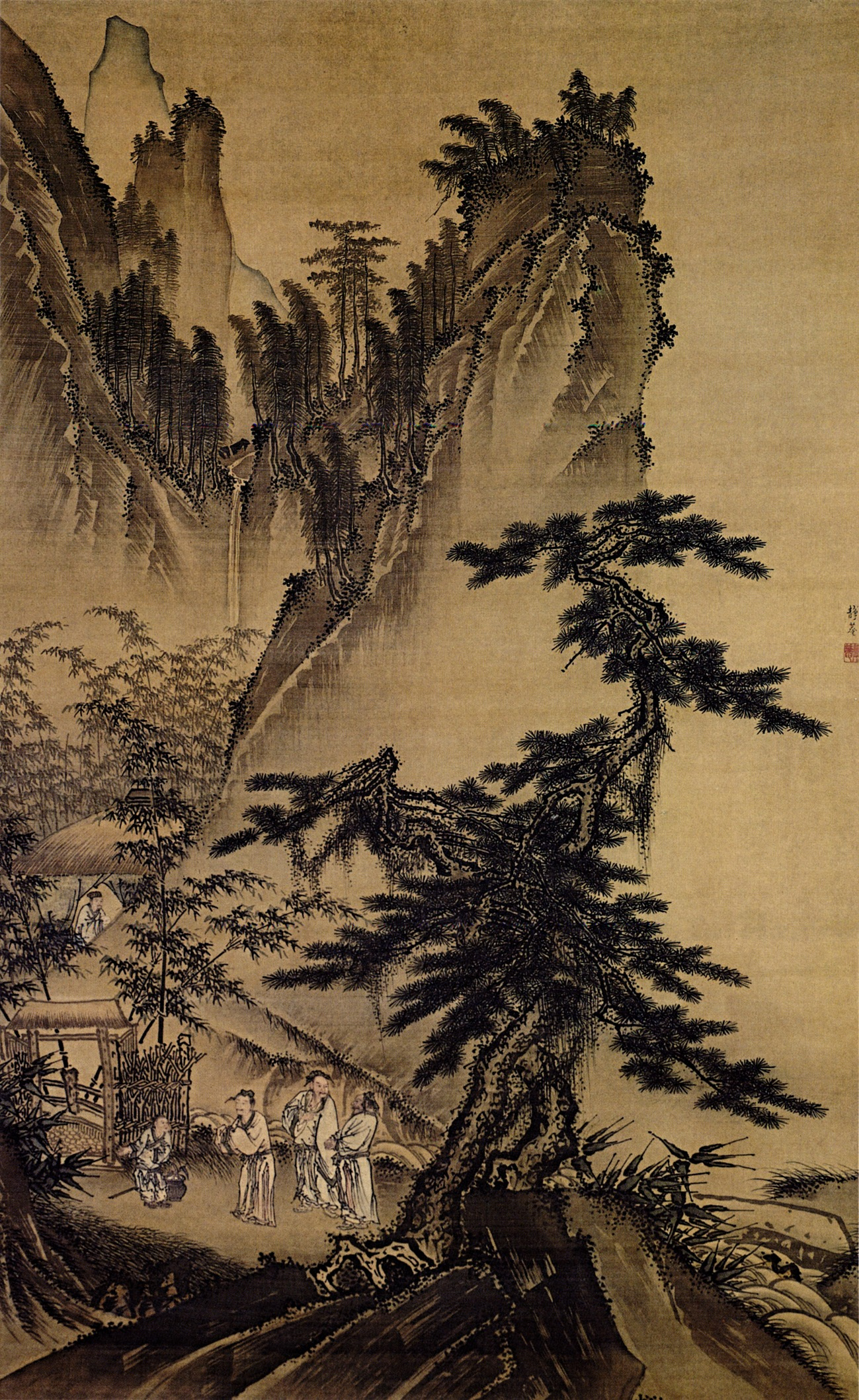
Tranh họa về cảnh Ba lần đến lều tranh

Ba lần đến lều tranh (chữ Hán: 三顧茅廬/Tam cố thảo lư/The Three Visits to the Thatched Cottage) là điển tích kể về sự kiện diễn ra vào cuối thời Đông Hán (khoảng thế kỷ thứ II) khi Lưu Bị đã ba lần đến thăm ngôi nhà tranh của Gia Cát Lượng (Khổng Minh) để cầu hiền, vời ông xuất thế phò giúp Hán thất. Cuốn sử sách Tư trị thông giám chép rằng sự kiện này diễn ra vào năm 207. Đây cũng là một điển tích nổi danh từ tiểu thuyết Tam Quốc Diễn Nghĩa của La Quán Trung. Điển tích này trong Tam quốc diễn nghĩa cũng kể về sự kiện Lưu Bị đã ba lần đến tận lều cỏ của Gia Cát Lượng để mời ông ra giúp dân, giúp nước nhưng có sự thi vị hóa câu chuyện để tạo nên ấn tượng văn chương. Câu chuyện này thể hiện lòng thành, sự kiên nhẫn và thái độ trọng người tài của Lưu Bị, một trong những phẩm chất quan trọng đã giúp ông gây dựng nên sự nghiệp lớn. Sau ba lần kiên trì đến lều tranh cầu hiền, Gia Cát Lượng cuối cùng cũng đã đồng ý theo phò Lưu Bị, đồng thời dâng lên Long Trung đối sách giúp Lưu Bị gầy dựng cơ đồ, tranh hùng, chia ba thiên hạ, hình thành thế cục Tam quốc phân tranh. Về cứ liệu lịch sử của sự kiện này, trong Tam Quốc Chí do sử gia Trần Thọ biên soạn tại phần "Gia Cát Lượng truyện" có chép: “Do thị Tiên chủ toại nghệ Lượng, phàm tam vãng, nãi kiến” (由是先主遂詣亮，凡三往，乃見). Nghĩa là: "Bởi vậy, Tiên chủ bèn đến thăm Lượng, đi tới ba lần mới gặp được". Trong "Xuất sư biểu" của chính Gia Cát Lượng viết gửi cho vua Lưu Thiện trước khi thân chinh đi Bắc phạt, ông đã tự mình thuật lại: “Tiên đế bất dĩ thần ty bỉ, ủy tự uổng khuất, tam cố thần ư thảo lư chi trung, tư thần dĩ đương thế chi sự” (先帝不以臣卑鄙，猥自枉屈，三顧臣於草廬之中，諮臣以當世之事). Nghĩa là "Tiên đế không chê thần hèn mọn, đã hạ mình, ba lần ghé thăm thần trong lều cỏ, hỏi thần về việc đời".

## Câu chuyện
Bối cảnh câu chuyện này là vào cuối thời Đông Hán, lúc đó, Lưu Bị tuy mang danh là dòng dõi hoàng tộc nhưng thế lực hãy còn yếu, rất cần người tài giỏi để giúp mình thực hiện đại nghiệp thống nhất thiên hạ, phục hưng nhà Hán. Sau khi được vị ẩn sĩ Tư Mã Huy (Thủy Kính tiên sinh) mách nước, Lưu Bị biết đến tài năng của Gia Cát Lượng, tự là Khổng Minh, hiệu là Ngọa Long tiên sinh, đang ở ẩn tại Long Trung. Thời đó, nhiều bậc danh sĩ Kinh Châu lan truyền một câu luận bàn thế sự: "Ngọa Long, Phụng Sồ ai có được một trong hai người ấy sẽ có thiên hạ!". Theo Thủy Kính tiên sinh thì:"Tài của Gia Cát Lượng phải được ví với Lã Vọng làm nên cơ nghiệp 800 năm của nhà Chu và Trương Lương làm nên cơ nghiệp 400 năm của nhà Hán. Từ Thứ cũng là một nhân vật có mưu lược, trước khi chia tay Lưu Bị vì trúng kế của Tào Tháo đã tiến cử Gia Cát Lượng cho Lưu Bị. Lưu Bị có hỏi tài năng của Khổng Minh so với ngài thì thế nào, Từ Thứ có nói: "Tôi so với Khổng Minh như đom đóm so với trăng rằm, như quạ đen so với Phượng hoàng, chúa công có Khổng Minh như Văn vương có Lã Vọng, như Hán vương được Trương Lương". Từ đó, Lưu Bị đã quyết chí cùng hai người anh em kết nghĩa là Quan Vũ và Trương Phi đi mời Khổng Minh cho bằng được.

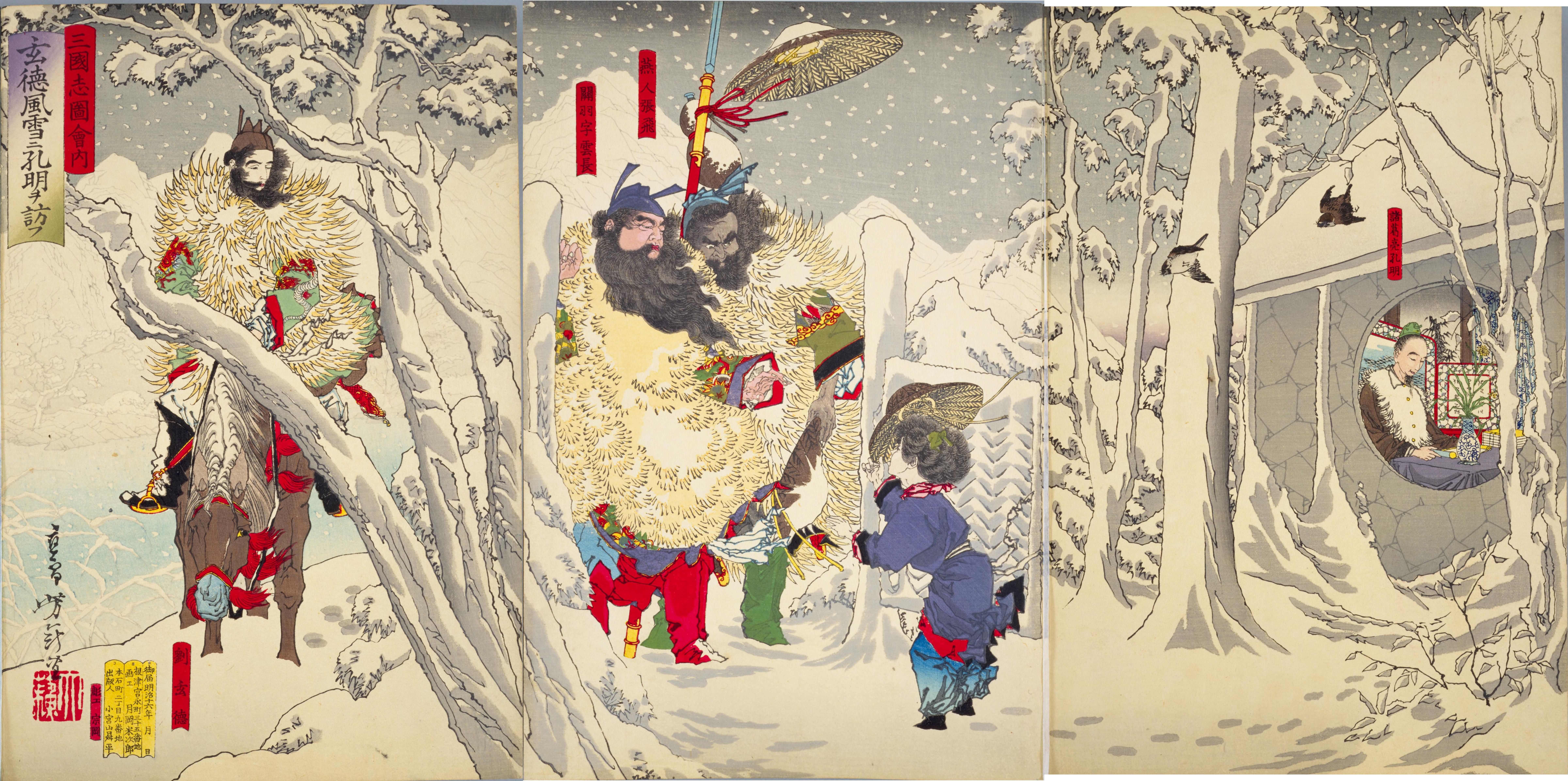
Lần đến lều tranh thứ hai trong khung cảnh đầy tuyết trắng lạnh lẽo

- Lần thứ nhất: Ba anh em đến lều tranh nhưng không gặp. Người nhà báo Khổng Minh đã đi ra ngoài. Lưu Bị đành thất vọng ra về và dặn dò người nhà khi nào Khổng Minh về thì báo lại. Trong Tam quốc diễn nghĩa có hư cấu tình tiết kể rằng trước khi tới, Trương Phi nói: "Khổng Minh chỉ là một tên thôn phu quèn, hà tất đại ca phải thân đến. Cứ sai người đi gọi cũng được". Huyền Đức mắng rằng: "Tam đệ há không nhớ lời Mạnh Tử nói: ‘Muốn cầu người hiền mà không biết đạo, khác gì muốn cho người ta vào nhà mình mà lại đi đóng cửa lại’. Khổng Minh là bậc đại hiền thời nay, cho đi gọi sao được?”[9].
- Lần thứ hai: Vài ngày sau, dù trời đổ tuyết lớn, ba anh em vẫn tiếp tục lên đường. Lần này họ cũng không gặp được Khổng Minh. Tam quốc diễng nghĩa thêm thắt chuyện Trương Phi nóng nảy, muốn phóng hỏa đốt nhà để ép Khổng Minh ra mặt, nhưng bị Lưu Bị và Quan Vũ ngăn lại. Lưu Bị vẫn kiên trì để lại một bức thư bày tỏ lòng ngưỡng mộ và mong muốn được gặp mặt.
- Lần thứ ba: Sau khi ăn chay ba ngày, tắm gội sạch sẽ để thể hiện lòng thành kính, Lưu Bị lại cùng hai em lên đường. Lần này, họ được báo là Khổng Minh đang ngủ trưa trong lều tranh. Lưu Bị không dám làm phiền, cung kính đứng chờ ở ngoài sân suốt mấy canh giờ. Trương Phi lại tỏ ra sốt ruột nhưng bị Quan Vũ can ngăn. Cuối cùng, khi Khổng Minh ngủ dậy, ông đã vô cùng cảm động trước sự chân thành và nhẫn nại của Lưu Bị.

Gia Cát Lượng đã chấp nhận lời cầu hiền, rời lều cỏ để phò tá Lưu Bị. Tại đây, Khổng Minh đã trình bày kế sách "Long Trung đối sách" nổi tiếng, vạch ra con đường hình thành thế [[chân vạc giữa ba nước Ngụy-Thục-Ngô sau này. Lưu Bị được Gia Cát Lượng nói chuyện kế sách định quốc an bang vô cùng kính phục, muốn mời Gia Cát Lượng xuống núi mưu tính đại sự. Gia Cát Lượng thấy Lưu Bị thật lòng cầu xin nên ông chấp nhận làm quân sư cho Lưu Bị. Năm đó Gia Cát Lượng mới có 27 tuổi chính thức bước vào vũ đài chính trị. Sự kiện "tam cố thảo lư" có thực sự diễn ra hay chỉ là lời biểu cảm của Gia Cát Lượng còn nhiều tranh cãi. Tam quốc diễn nghĩa có bài thơ nói về sự kiện này: "Trên gối, biết ai vua, ai giặc/Bỗng trang hoàng tộc viếng lều con/Ai hay chỉ một giờ tâm sự/Được giang sơn năm chục năm tròn". Tiểu thuyết gia La Quán Trung đã dựa trên sự kiện này và thêm thắt nhiều tình tiết kịch tính trong tác phẩm "Tam Quốc Diễn Nghĩa" để câu chuyện thêm hấp dẫn, đầy chất thơ. Những chi tiết này hầu như không có trong sử sách và được cho là hư cấu như cảnh tuyết rơi trắng trời ở lần đi thứ hai, chi tiết Trương Phi lén vào nhìn thấy Lưu Bị đứng chầu trong khi Gia Cát Lượng đang ngủ say bèn nộ khí xung thiên, đòi đốt lều tranh vì quá tức giận, việc Khổng Minh cố ý nằm ngủ trưa để thử lòng Lưu Bị trong lần thứ ba. Những cuộc đối thoại chi tiết, những bài thơ phú được ngâm trên đường đi đều là tình tiết hư cấu.